# Elecciones estatales extraordinarias de Chihuahua de 2024
Las elecciones estatales extraordinarias de Chihuahua de 2024 se llevarán a cabo el domingo 8 de diciembre de 2024, y en ellas serán renovados los siguientes cargos de elección popular en el estado mexicano de Chihuahua:
- Ayuntamiento de Ocampo. Compuesto por un presidente municipal elegido por mayoría y un ocho regidores, cinco de ellos elegidos por mayoría relativa y tres por el principio se representación proporcional.
- Síndicaturas de los Ayuntamientos de Ocampo y Dr. Belisario Domínguez. Encargados de la fiscalización de los Ayuntamientos.

## Contexto

### Municipio de Ocampo
El 2 de junio de 2024, se llevaron a cabo las elecciones ordinarias de Chihuahua en las que se eligieron a nivel estatal a 67 Ayuntamientos, 67 sindicaturas y 33 miembros del Congreso del Estado de Chihuahua. El día de las elecciones, después de una serie de actos de violencia por parte de presuntos miembros del crimen organizado, se dio cuenta de que habían sido, una vez concluida la jornada electoral, sustraídos los 16 paquetes electorales correspondientes a la totalidad de casillas instalas en el Municipio de Ocampo, siendo recuperados doce de ellos en el Municipio de Cuauhtémoc, a unos 200 km de distancia. Los resultados arrojados por los paquetes recuperados, daban un triunfo en la elección de Ayuntamiento a la planilla del Partido Acción Nacional y un empate en el caso de la sindicatura entre los candidatos de Acción Nacional y el Partido del Trabajo.
Luego de esto, en sesión pública, el pleno del Tribunal Estatal Electoral de Chihuahua, determinó anular la elección de miembros del Ayuntamiento debido a la pérdida del 25 por ciento de los paquetes electorales, y el rompimiento de la cadena de custodia del otro 75 por ciento recuperado, todo ello ante una impugnación presentada por el Partido del Trabajo.
Posteriormente, unos cuantos días más tarde, el mismo tribunal anuló, debido a las mismas causas, la elección a Síndico. Ambas sentencias fueron confirmadas por la Sala Regional de Guadalajara del Tribunal Electoral del Poder Judicial de la Federación, que ordenó al Congreso del Estado de Chihuahua a convocar a unas nuevas elecciones y al Instituto Estatal Electoral a organizarlas.

### Municipio de Dr. Belisario Domínguez
Luego de la elección ordinaria, según el cómputo la sindicatura del Dr. Belisario Domínguez había sido ganada por la candidata del Partido del Trabajo, por un voto de diferencia sobre el candidato de la coalición "Juntos por el Bien de Chihuahua", pero luego de una impugnación por parte del Partido Revolucionario Institucional, el Tribunal Estatal Electoral encontró que debido a un error en la interpretación de un voto, el resultado de la elección se trataría en realidad de un empate entre ambos candidatos, por lo que ordenó la anulación de la elección y la realización de una elección extraordinaria.
Unas semanas más tarde, la resolución fue confirmada por la Sala Regional de Guadalajara del Tribunal Electoral del Poder Judicial de la Federación, que ordenó al Congreso del Estado de Chihuahua a convocar a unas nuevas elecciones y al Instituto Estatal Electoral a organizar una elección extraordinaria, debido al empate que hubo en la elección ordinaria.